# Bharat Petroleum
Bharat Petroleum (BPCL) (хинди भारत पेट्रोलियम) — индийская нефтегазовая компания, одна из крупнейших компаний Индии. Занимается нефтепереработкой и розничной продажей своей продукции через принадлежащую ей сеть розничных точек продаж. Известна в Индии за свои маркетинговые инициативы. Контрольный пакет акций принадлежит Правительству Индии (53 % акций на март 2021 года).
В списке крупнейших компаний мира Forbes Global 2000 за 2022 год заняла 615-е место (259-е по размеру выручки, 443-е по чистой прибыли, 1287-е по активам и 1444-е по рыночной капитализации).

## История
Компания была создана в 1952 году под названием Burmah Shell Refineries. Свою активность в Индии Бирманская нефтяная компания (Burmah Oil Company) начала проявлять в конце XIX века. В 1903 году для сдерживания экспансии треста Standard Oil в Азию была создана Азиатская нефтяная компания (Asiatic Petroleum Company), совместное предприятие Shell, Royal Dutch и Ротшильдов. В 1928 году они объединили свои интересы в Индии; деятельность сводилась к ввозу и продаже нефтепродуктов, поскольку поиски нефти в Индии большого успеха не имели. В 1951 году крупный НПЗ в Абадане (Иран) был национализирован, что создало нехватку нефтепродуктов для ввоза в Индию. Созданная в 1952 году Burmah Shell Refineries начала строительство НПЗ в Бомбее, его эксплуатация началась в январе 1955 года (американские конкуренты Standard-Vacuum и Caltex в это же время начали строительство ещё двух НПЗ).
В январе 1976 года все активы Burmah Shell были национализированы, на их основе была создана Bharat Petroleum Corporation. Помимо нефтепереработки и торговли нефтепродуктами корпорация создала крупную сеть магазинов и банкоматов. В 2006 году был куплен НПЗ в Кочине (построен в 1963 году Phillips Petroleum). В 2010 году начал работу НПЗ в городе Бина (штат Мадхья-Прадеш). В 2016 году были куплены миноритарные пакеты акций двух дочерних компаний «Роснефти» («Таас-Юрях Нефтегазодобыча» и «Ванкорнефть»).

## Деятельность
Корпорации принадлежит два нефтеперерабатывающих завода, в Мумбаи и Качине, ещё один, в Бине, находится в совместной собственности. За 2020/21 финансовый год на НПЗ корпорации было переработано 33 млн тонн нефти (663 тыс. баррелей в день); из этого объёма только 3,66 млн тонн было добыто в Индии, остальное импортировано. Также владеет сетью автозаправочных станций, работающих под брендами SmartFleet, Speed 97, UFill, PetroCard, SmartDrive и FuelKart, занимается природным газом, авиационным горючим и смазочными материалами.
Нефтедобывающие активы включают доли в проектах в России, ОАЭ, Мозамбике, Бразилии, Австралии и Индонезии, а также несколько блоков в Индии на стадии геологоразведки.